# Ranrupt
Ranrupt (deutsch Roggensbach) ist eine französische Gemeinde mit 303 Einwohnern (Stand 1. Januar 2021) im Département Bas-Rhin in der Europäischen Gebietskörperschaft Elsass und in der Region Grand Est. Sie gehört zum Arrondissement Molsheim und zum Kanton Mutzig.

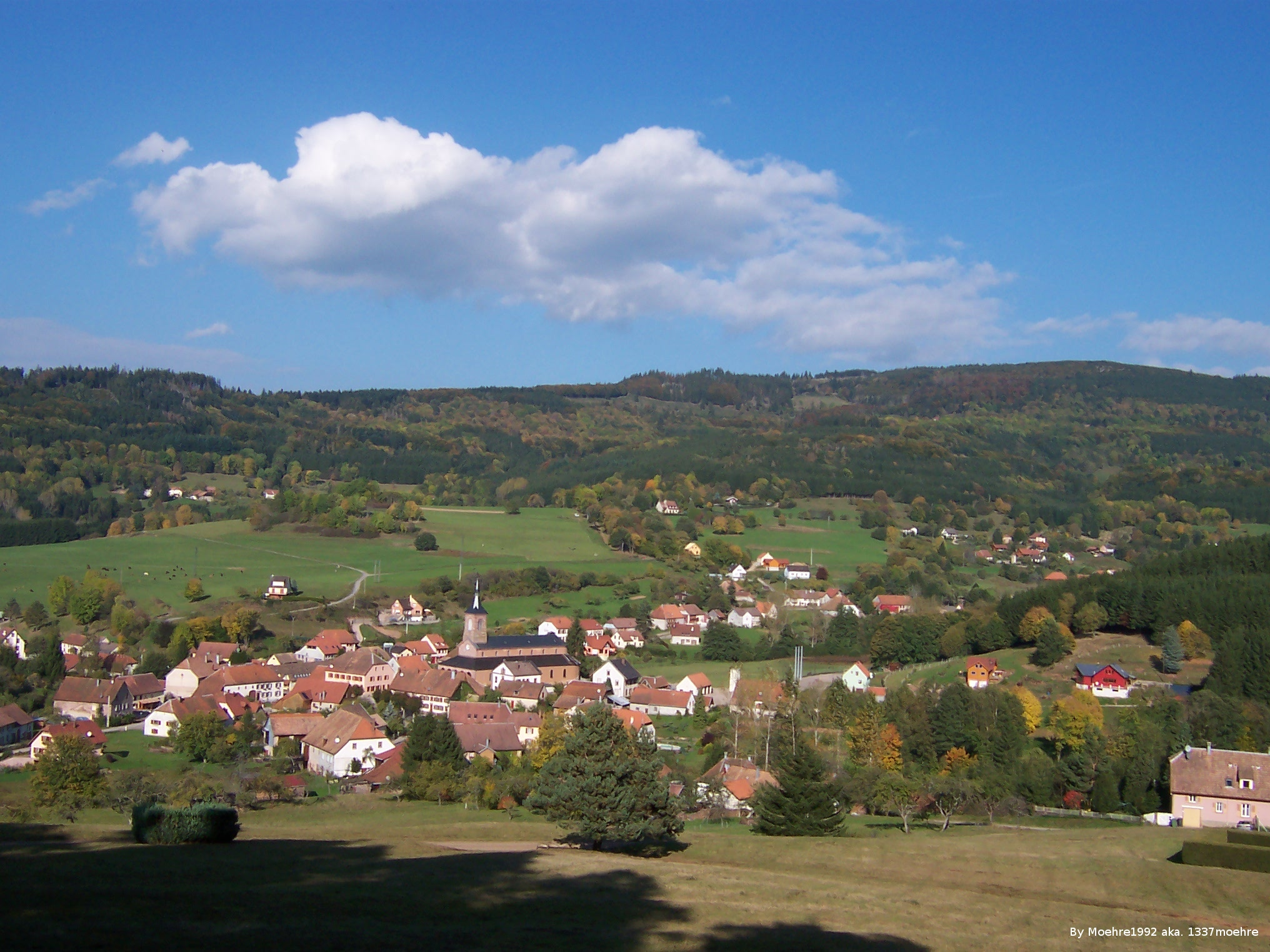
Blick auf Ranrupt

## Geografie
Die Gemeinde Ranrupt liegt im oberen Tal der Bruche in den Vogesen. Zu Ranrupt gehören auch die Ortsteile Le Haut-Ranrupt, Fonrupt,  Stampoumont (Stamberg) und La Salcée (Salzheim).

## Geschichte
Eine frühe Erwähnung von Ranrupt stammt aus dem Jahr 1262. Am 21./22. August 1914 kam es im Rahmen der Schlacht in Lothringen zu einem Gefecht mit schweren Verlusten auf beiden Seiten. Am Ortsrand erinnert ein Soldatenfriedhof daran.

## Wappen
Beschreibung: In Gold ein roter Pfahl in der Mitte, von je einem roten fünfstrahligen Stern  begleitet.

## Bevölkerungsentwicklung
| Jahr                       | 1962 | 1968 | 1975 | 1982 | 1990 | 1999 | 2006 | 2013 | 2020 |
| Einwohner                  | 321  | 360  | 309  | 277  | 297  | 293  | 337  | 349  | 309  |
| Quellen: Cassini und INSEE |      |      |      |      |      |      |      |      |      |

## Sehenswürdigkeiten
- Kirche Saint-Vincent
- Soldatenfriedhof

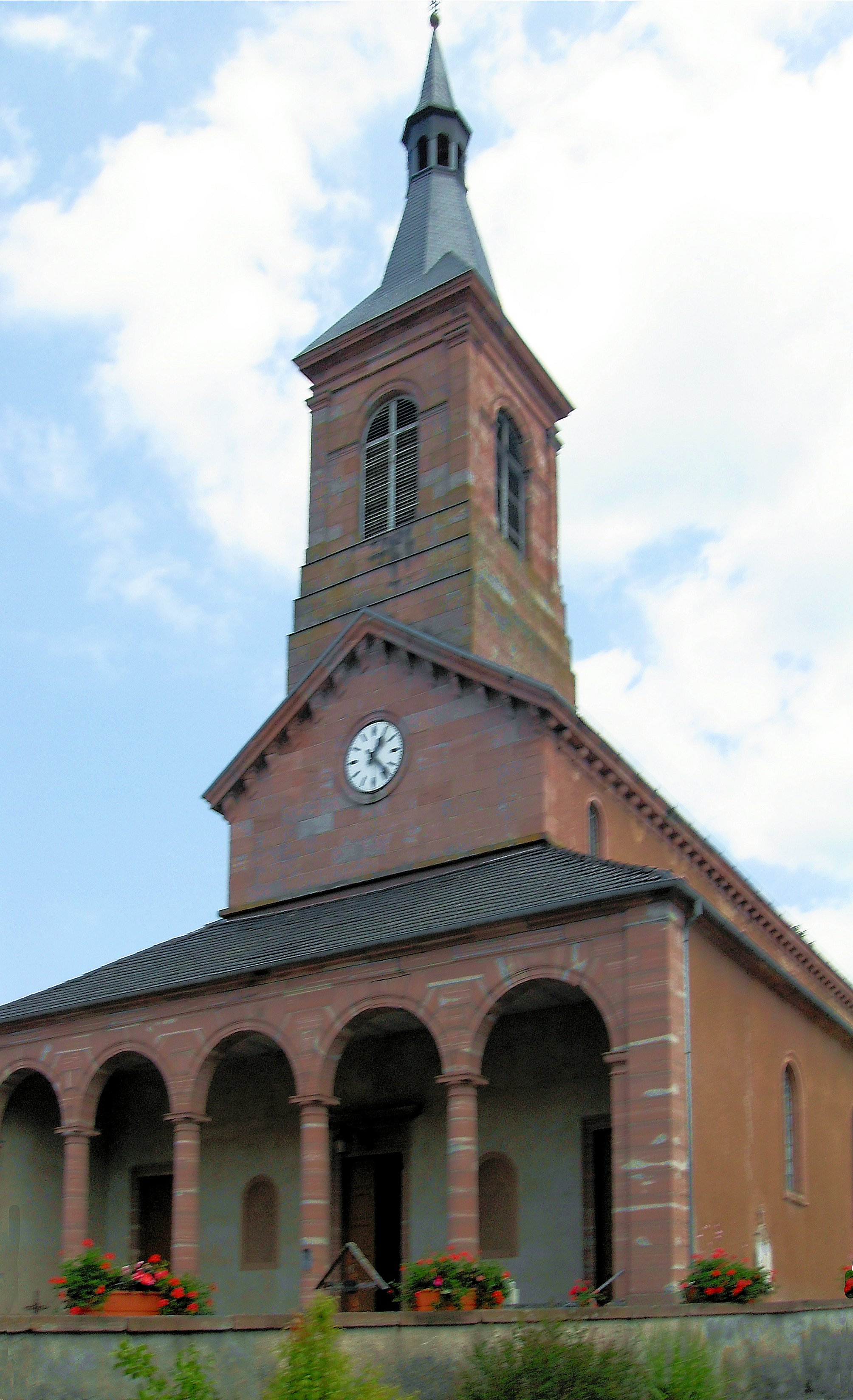
Saint-Vincent, Südwestseite
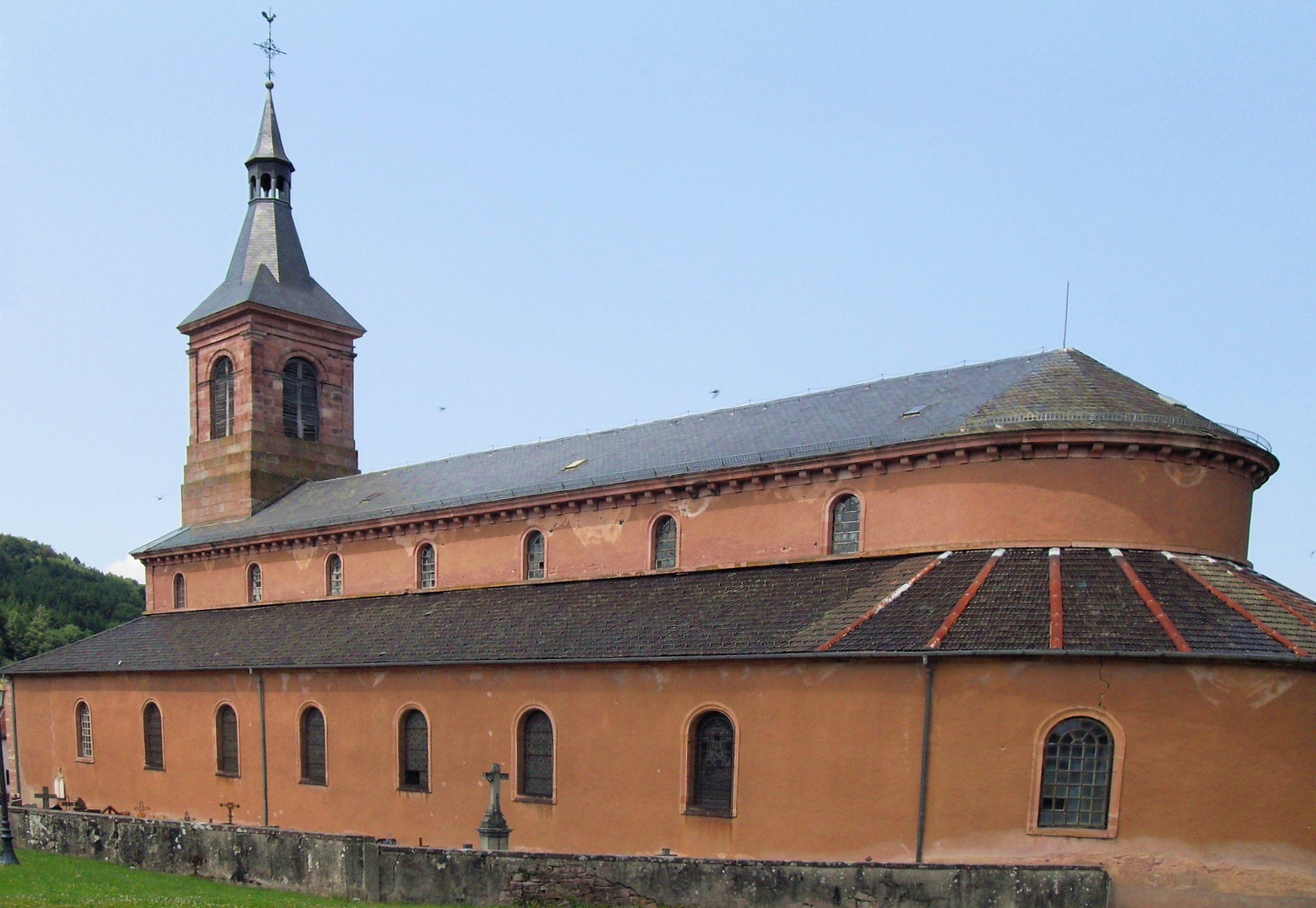
Saint-Vincent, Südostseite
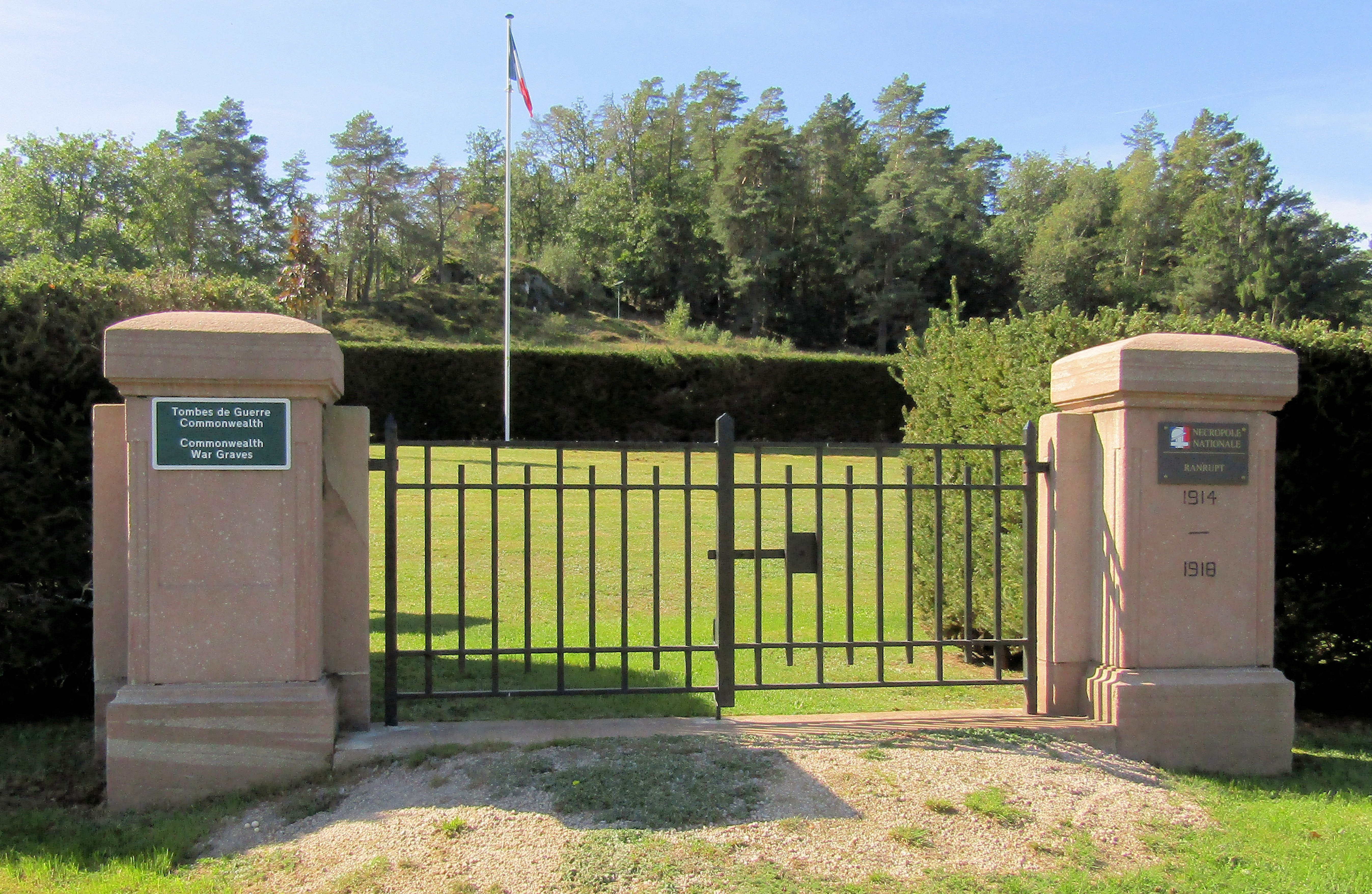
Soldatenfriedhof